# Знайдзина
Знайдзина (біл. Знайдзіна) — селище в складі Берестовицького району Гродненської області, Білорусь. Село підпорядковане Канюхівській сільській раді, розташоване у західній частині області.